# Adelino Américo de Azevedo
Adelino Américo de Azevedo (São José do Duro, 10 de outubro de 1899—Porangatu, 29 de outubro de 1964) foi um jurista, político, pecuarista, mecânico, comerciante e professor brasileiro, que serviu como Juiz Distrital, Juiz de Direito, subprefeito e 1.º Prefeito de Porangatu, embora tenha sido nomeado pelo governador Coimbra Bueno. Adelino serviu ainda como presidente municipal do Diretório do Partido Social Democrático, ao qual era filiado.
Natural de São José do Duro e veio para o Descoberto da Piedade (Porangatu) na década de 1920 fugindo da violência política de sua cidade, em especial, após a Chacina dos Nove.

## Primeiros anos

### Vida em São José do Duro
Adelino Américo de Azevedo nasceu em 10 de outubro de 1899, na cidade de São José do Duro. Sua família era do ramo da agropecuária, e Adelino possuía 8 irmãos. Ele migraria com estes para o Descoberto da Piedade, na década de 1920.Entre 1918 e 1923, Adelino Américo se bacharelou em Direito, na Academia de Direito de Goiás. 

#### Chacina dos Nove[9]
A cidade natal de Adelino, São José do Duro,  mergulharia em um conflito politico violento que perdurou quase um ano. Em julho de 1918, o deputado federal Brasil Ramos Caiado enviou o juiz Celso Calmon para investigar irregularidades nos bens do inventário de Vicente Belém, na cidade de São José, escoltado por 68 soldados.
Após três meses de viagem, Calmon iniciou as investigações e descobriu que a irregularidade foi causada pelo coronel e político local, Abílio Wolney. Após uma operação malsucedida de apreensão de documento em dezembro daquele ano, o juiz enviou policiais para prender 7 membros da família do coronel no dia 21 de dezembro. Cinco foram detidos e 2 foram mortos, dentre estes, Joaquim Ayres, pai de Abílio. Dois dias depois, o oficial de justiça Justino Pereira Bueno, deu voz de prisão aos indivíduos. 
Em contrapartida, Abílio enviou duzentos homens, jagunços e fazendeiros, para atacar São José do Duro e os policiais. A escaramuça fez com que os policiais soltassem Ana Custódia para tentar convencer o irmão de não atacar, o que não funcionou. Os policiais mataram quase todos os reféns e fugiram disfarçados. O conflitou perdurou até janeiro de 1919, a investigação foi encerrada de modo inconclusivo, o juiz foi suspenso e multado e os policiais remanescentes foram presos.

#### Migração para o Distrito do Descoberto
Com a instabilidade política local, Adelino e seus irmãos se transferiram para o Descoberto da Piedade, então distrito de Pilar, na década de 1920, onde Azevedo se dedicaria inicialmente à agropecuária.

### Vida no Descoberto

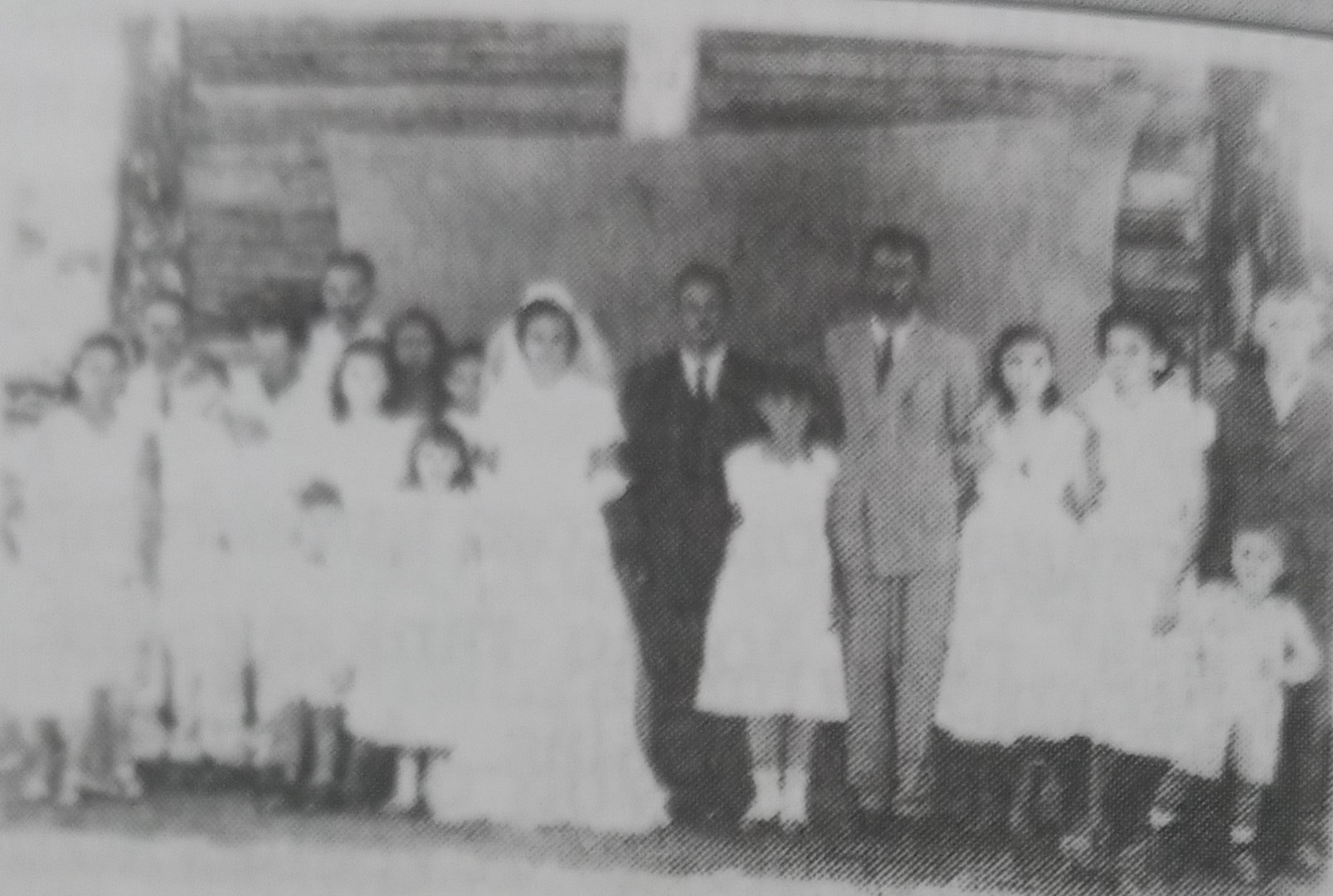
Família Américo de Azevedo, durante um casamento. O último à direita, Adelino.

Em 1923, Adelino Américo chega ao Descoberto onde exerceria a função de comerciante, três anos depois seria professor do distrito do Descoberto e no ano de 1928 seria o 12.º juiz distrital do Descoberto, além de inspetor escolar em 1929. Azevedo se casaria com Júlia Pereira de Oliveira, vinda de família tradicional do local e parente de Caetano Pereira de Oliveira, juiz distrital em 1914 e 1925.Com Júlia, Adelino tivera Maria, Deuzelina, Deusdete, Tereza e Adelino Américo de Azevedo Filho. Azevedo serviria ainda como flandeiro (construía ou consertava lamparinas de folha de flandres) e mecânico. Adelino Américo era católico, tendo participado da Folia de Reis tradicional da região e a espoa Júlia, foi coroada rainha da Folia.

## Carreira política
No ano de 1946, Adelino se filiaria ao Partido Social Democrático, no contexto do fim do Estado Novo e na criação do Diretório Regional do Partido em Goiás. Ele acabaria por se tornar presidente municipal do PSD.

### Subprefeito de Porangatu
No dia 25 de agosto de 1948, é promulgada a Lei Ordinária n.º 122. Por meio desta, governador Coimbra Bueno decretava a emancipação de Porangatu, separando-o de Uruaçu e o efetivando como munícipio. O governador estadual tornava Adelino Américo, subprefeito do munícipio até a instalação deste, contemplada em sessão solene, que ocorreu no dia 1º de janeiro de 1949. Adelino presidiu a eleição municipal de 3 de outubro de 1948, na qual o candidato da UDN, Ângelo Rosa de Moura, venceu o candidato do PSD, Euzébio Martins da Cunha.

### Prefeito de transição
Com a publicação da Lei n.º 122, Porangatu estava emancipado. Adelino presidiu as eleições como subprefeito municipal, e observou a instalação do munícipio ao mesmo tempo que fora empossado como prefeito de transição. Abílio Teles Fernandes, ex-juiz distrital do munícipio e secretário nomeado do Juiz Distrital do Termo de Porangatu, Antônio Navarro de Abreu; registrou em ata a Sessão Solene de Instalação do Munícipio, integralmente digitada no livro Descoberto da Piedade:
| “ | (sic) As 14:30 horas do dia 1.º de janeiro de 1949, nesta Porangatu, Estado de Goiás, no salão nobre do Grupo Escolar, sito a Praça Marechal Floriano Peixoto, presentes os ex.mos Senhores Feliciano Custodio de Freitas, Juiz Distrital de Uruaçu, designado pelo Ex.mo Sr. Secretário do Interior, Justiça e Segurança Pública especialmente para presidir a sessão e posse digo: a sessão de instalação do Munícipio e posse do Prefeito nomeado; S. Em.ª Reverendíssima Dom Francisco Prada, Deputado Hercílio Fleury , Sub Prefeito desta Sr. Adelino Américo de Azevedo[...]Depois de procedido por mim escrivão a leitura do decreto do Ex.mo Governador do Estado Dr. Jerônimo Coimbra Bueno , nominando o Sr. Adelino Américo de Azevedo Sub Prefeito, para o cargo de Prefeito Municipal de Porangatu, foi esse convidado para prestar compromisso e tomar posse das novas funções o que foi feito perante a referida autoridade, cumprindo assim o disposto na constituição Estadual, na lei orgânica dos Municípios, nº 122 de 25 de agosto de 1948. | ” |
|   | — Cerimônia de instalação do Município de Porangatu em 1º de janeiro de 1949. |   |

Adelino foi responsável por cobrar impostos de 1948, que somaram quarenta e um mil sessenta e quatro cruzeiros e oitenta centavos.Azevedo transmitiu o cargo para Ângelo Rosa de Moura em 1.º de maio.

## Carreira jurídica
Adelino Américo serviu como juiz distrital e municipal do Descoberto e de Porangatu por seis vezes. Um juiz distrital se referia a um juiz que lidava com questões de um Distrito Municipal. O cargo vinha por nomeação do governador/presidente estadual. Azevedo foi juiz em 1928, 1930-31, 1941-42, 1951-52, 1961-62 e 1963 até 26 de outubro de 1964, data de sua morte. Ele também foi Juiz de Direito, tendo se formando na Faculdade de Direito da Universidade Federal de Goiás, à época, denominada Academia de Direito de Goiás.

### Grilagem eCPIdos Posseiros deTrombaseFormosa

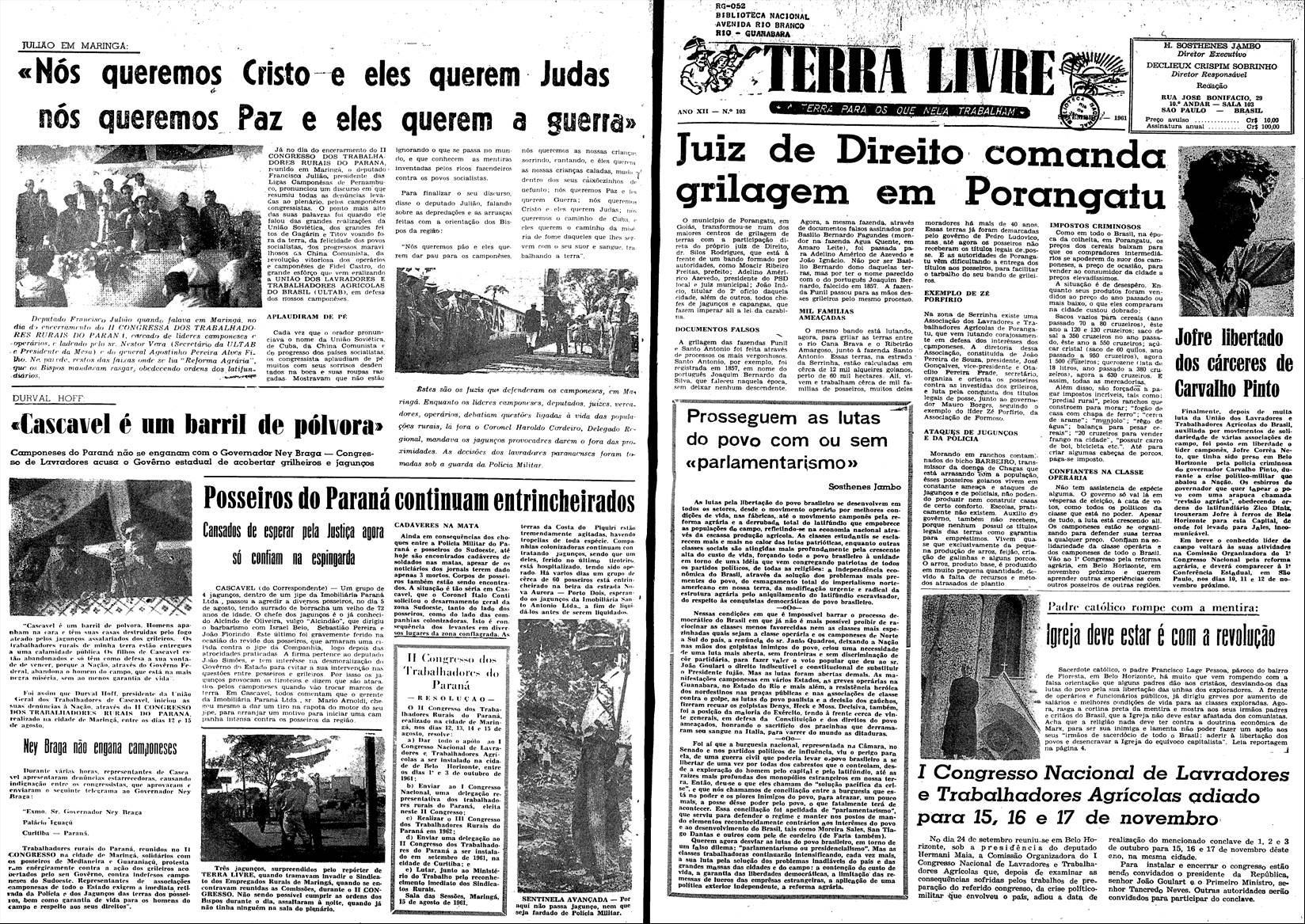
Jornal Terra Livre, edição de 1961, noticiando grilagem de terras envolvendo Azevedo.

Durante a década de 1950, Adelino Américo se envolveu, juntamente ao grupo regional do PSD, com uma série de atos de grilagem. Conforme relatos dos jornais da época, Estado de Goiaz, Jornal de Notícias e Jornal Terra Livre, Azevedo, em conjunto com o ex-prefeito Eusébio Martins da Cunha, o juiz de direito Silos Rodrigues, o prefeito Moacir Ribeiro e o notório grileiro e escrivão do 2.º Ofício, João Inácio de Arruda; tomou muitas terras da região do médio-norte de Goiás (hoje região Norte), falsificando documentos de posse. Aproveitando-se do seu cargo de Juiz Municipal, Adelino obteve, de modo ilícito, as fazendas Funil e Santo Antônio.
Adelino usou da autoridade do governador Mauro Borges Teixeira sobre a Polícia Militar do Estado de Goiás, também partidário do PSD, para reprimir os posseiros que não desocupassem as terras. Em 1952, Adelino chegou a ser afastado do cargo de Juiz Municipal, porém logo assumiu o Juizado de Direito da Comarca de Porangatu. Além de ser juiz, ele exercia simultaneamente a função de presidente municipal de seu partido.A grilagem manteve-se sustentada, pela Associação Comercial do munícipio, tanto no que diz respeito a financiamento quanto à influência política. A situação se tornou tão grave, que foi instaurada uma comissão parlamentar de inquérito na Assembleia Legislativa de Goiás e, mais tarde, no Congresso Nacional do Brasil, responderam Eusébio e Adelino em Porangatu à primeira e João Inácio foi levado à Brasília, onde depôs ao Ministério da Justiça em 14 de novembro de 1969, já respondendo à segunda CPI. Os posseiros, liderados por José Gonçalves e João Pereira de Souza redigiram um ofício à Câmara Municipal de Goiânia, no qual diziam:
| “ | Notícias procedentes de Porangatu dão conta de que cerca de 800 famílias da região estão ameaçadas de serem desalojadas de suas terras por grileiros. A propósito, na sessão de sábado último da Câmara Municipal foi lido da tribuna da Casa, pelo vereador Tabajara Póvoa, o seguinte ofício remetido pelo Sr. João Pereira de Sousa, Presidente da Associação dos Lavradores de Porangatu; Nós, posseiros de Porangatu, apelamos para a vossa solidariedade nesta luta pela (sic) a terra. Somos cerca de 800 famílias que moram, de 10 a 60 anos, nesta terra que com muito sacrifício domesticamos. Nossas posses requeridas, concedidas e demarcadas pelo Estado, despertaram, agora, a cobiça de grileiros que tendo à frente o Juiz de Direito Sr. Dr. Silio Rodrigues, baseados em documentos falsos, ou só na violência, querem nos expulsar de nossas terras. Com isso não concordamos e estamos dispostos a lutar até o firmou até a vitória de nossos direitos. Habitamos a Fazenda Canabrava (11.000 alqueires) a região compreendida pela Canabrava e a Serra Azul e a Fazenda Santo Antônio de 3 mil alqueires. As duas primeiras, já demarcadas pelo Estado, e a última de terras devolutas. Esperamos contar com a solidariedade e o apoio do governo, pois ele deu ganho de causa aos nossos irmãos de Formoso. Esperamos, também contar com a solidariedade dessa Câmara sem a qual não poderemos contar com a vitória. Assinado João Pereira de Sousa, presidente da Associação dos Lavradores de Porangatu. | ” |
|   | — Ofício dos posseiros de Porangatu à Câmara Municipal de Goiânia. 15 de maio de 1961. |   |

Em 7 de julho de 1998, o ex-prefeito Moacir Ribeiro de Freitas deu depoimento para Jacinta Sampaio, autora da tese de mestrado A História da resistência dos Posseiros e Grileiros de Porangatu (1940-1964) publicado em 2003, no qual ele confessava seu auxílio ao grileiro João Inácio:
| “ | Ele me pelejou para colocar rico. Eu não fiquei rico porque não quis. Ele falou pra mim: "Moacir grilar terra é a coisa mais fácil que existe; é um trem besta, não tem lógica para a gente pensar." | ” |

## Morte
Adelino Américo faleceu no exercício de seu cargo como 40.º juiz municipal da Comarca de Porangatu, no dia 26 de outubro de 1964, no meio da ditadura militar. Ele deixava 2 filhos (Deusdete e Adelino Filho) e 3 filhas (Maria, Deuzelina e Tereza).

### Legado

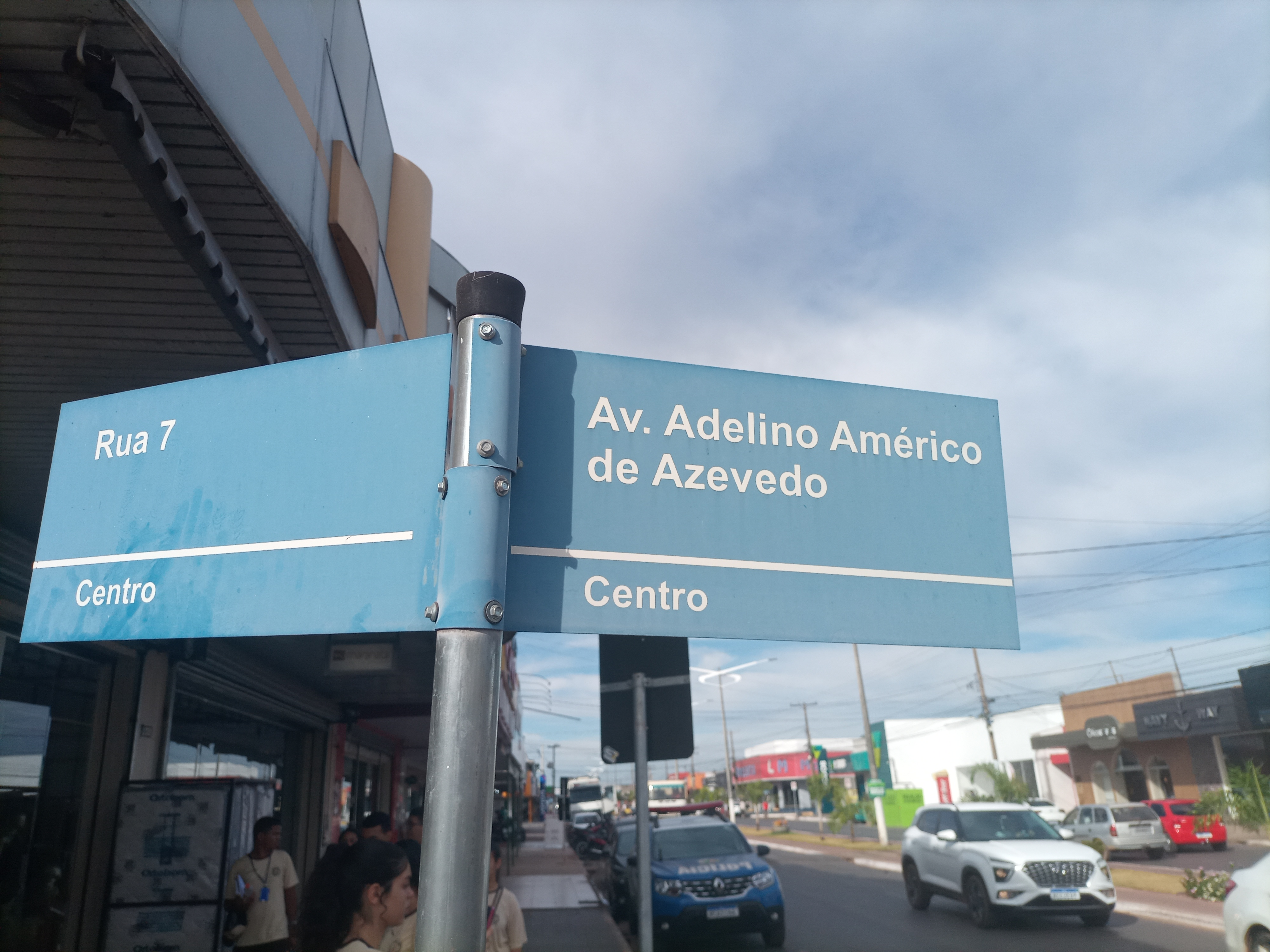
Placa da Avenida Federal, nomeada em forma de homenagem póstuma, Adelino Américo de Azevedo.

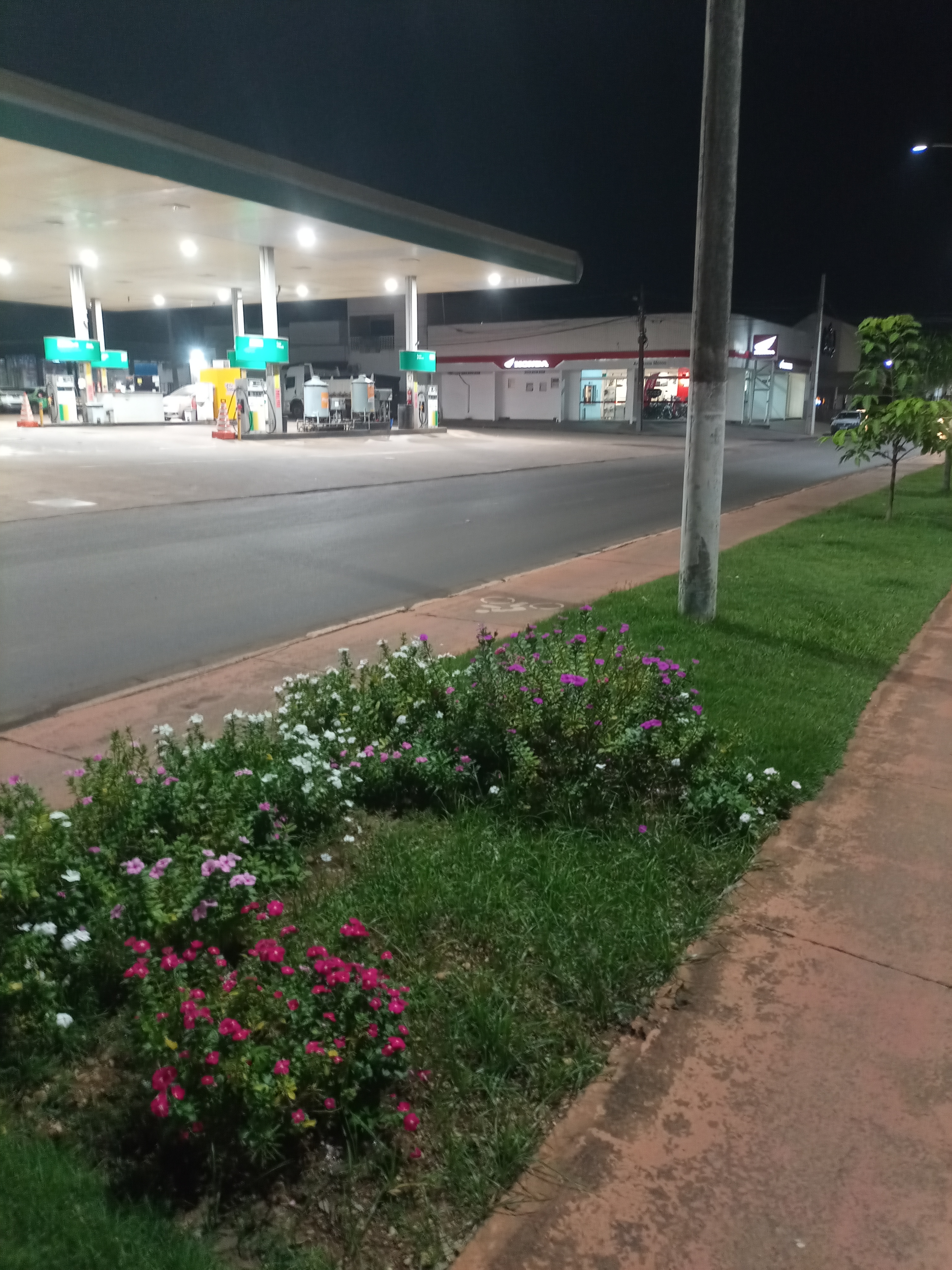
Trecho da Avenida Adelino Américo de Azevedo, em Porangatu, que homenageia o primeiro prefeito homônimo da cidade.

Devido sua atuação política e jurídica no município de Porangatu, Adelino foi postumamente homenageado com a nomeação homônima da Avenida Federal, a maior e principal do município.Seu filho Deusdete foi suplente de vereador na 5.ª legislatura da Câmara Municipal (1966-1970). Seu descendente Gutemberg Américo de Azevedo se candidatou vereador pelo Partido dos Trabalhadores, em 2012 se elegendo suplente, e Daianny Américo e Souza foi receber homenagem às primeiras-damas da cidade, representando Júlia Pereira de Oliveira.